# 미카타군 (효고현)

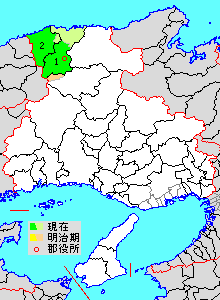
효고현 미카타군의 위치 (1.가미정 2.신온센정 연노랑:후에 다른 군에 편입된 구역 연녹색:후에 다른 군에서 편입된 구역)

미카타군(일본어: 美方郡)은 일본 효고현에 있는 군이다.
인구 26,338명, 면적 609.78km², 인구밀도 43.2명/km².(2025년 3월 1일, 추계인구)
이하 2정으로 구성된다.
- 가미정(香美町)
- 신온센정(新温泉町)

## 군역
1896년 행정 구역으로 발족 당시의 군역은 아래 구역에 해당한다.
- 야부시의 일부
- 신온센정의 대부분
- 가미정의 일부

## 역사

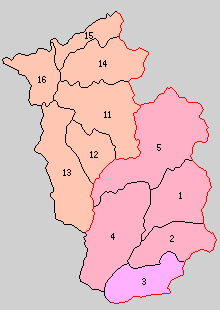
1.무라오카정 2.우즈카촌 3.구마쓰기촌 4.오지로촌 5.이소촌 11.온센촌 12.데라기촌 13.핫타촌 14.오바촌 15.하마사카정 16.니시하마촌 (분홍: 야부시 빨강: 가미정 주황: 신온센정)

- 1896년 4월 1일 - 군제 시행에 따라 시쓰미군·후타카타군의 구역으로 미카타군이 발족. 아래의 정촌이 소속됨.(2정 9촌)
  - 구 시쓰미군(1정 4촌) - 무라오카정(村岡町), 우즈카촌(兎塚村)(현 가미정), 구마쓰기촌(熊次村)(현 야부시), 오지로촌(小代村), 이소촌(射添村)(현 가미정)
  - 구 후타카타군(1정 5촌) - 온센촌(温泉村), 데라기촌(照来村), 핫타촌(八田村), 오바촌(大庭村), 하마사카정(浜坂町), 니시하마촌(西浜村)(현 신온센정)
- 1912년 10월 1일 - 오바촌이 기노사키군 나가이촌의 일부를 편입.
- 1927년 4월 15일 - 온센촌이 정제 시행으로 온센정(温泉町)이 됨.(3정 8촌)
- 1954년 10월 1일(3정 4촌)
  - 오바촌·하마사카정·니시하마촌이 합병하여, 새로이 하마사카정이 발족.
  - 온센정·데라기촌·핫타촌이 합병하여, 새로이 온센정이 발족.
- 1955년 4월 1일(4정 1촌)
  - 무라오카정·우즈카촌이 합병하여, 새로이 무라오카정이 발족.
  - 오지로촌·이소촌이 합병하여, 미카타정(美方町)이 발족.
- 1956년 8월 1일 - 구마쓰기촌이 야부군 세키노미야촌과 합병하여 야부군 세키노미야정이 발족.(4정)
- 1961년 4월 1일 - 미카타정의 일부가 무라오카정에 편입.
- 2005년
  - 4월 1일 - 무라오카정·미카타정이 기노사키군 가스미정과 합병하여 가미정(香美町)이 발족.(3정)
  - 10월 1일 - 하마사카정·온센정이 합병하여, 신온센정(新温泉町)이 발족.(2정)